# Yon (rzeka)
Yon – rzeka we Francji, przepływająca przez teren departamentu Wandea, o długości 56 km. Stanowi dopływ rzeki Lay.